# Maureen Cleave
Pour les articles homonymes, voir Cleave.
Maureen Cleave (née le 20 octobre 1934 et morte le 6 novembre 2021) est une journaliste anglaise qui a travaillé pour le London Evening News (en) et le London Evening Standard dans les années 1960, conduisant des entretiens avec des musiciens célèbres de l'époque, dont Bob Dylan et John Lennon.
Dans son entretienavec Lennon le 4 mars 1966, elle rapporte ses propos selon lesquels « Les Beatles sont désormais plus populaires que Jésus ».
Selon la biographie des Beatles par le journaliste américain Bob Spitz, Lennon reconnaît avoir eu une liaison avec Cleave, liaison à l'origine de la chanson Norwegian Wood.